# Mitsubishi
Mitsubishi (三菱グループ?) o Mitsubishi Group, es un consorcio flexible de empresas japonesas independientes que se crearon a partir de la empresa familiar Mitsubishi que se disolvió después de la Segunda Guerra Mundial y se restableció en abril de 1950.
Fue fundada el 13 de mayo de 1870 por Yatarō Iwasaki, hijo de una familia samurái. Desempeñó un importante papel en la transformación de Japón en una sociedad industrializada. Se dedicó en un principio al transporte marítimo. Gracias al impulso de su fundador se convertiría en uno de los más poderosos consorcios de Japón. En la actualidad, Mitsubishi es un consorcio de compañías descentralizadas.
La marca y el nombre de Mitsubishi, se refieren a «tres diamantes». Su nombre se deriva de las palabras «mitsu», que significa tres, e «hishi», que significa castañas de agua triangulares.

## Historia

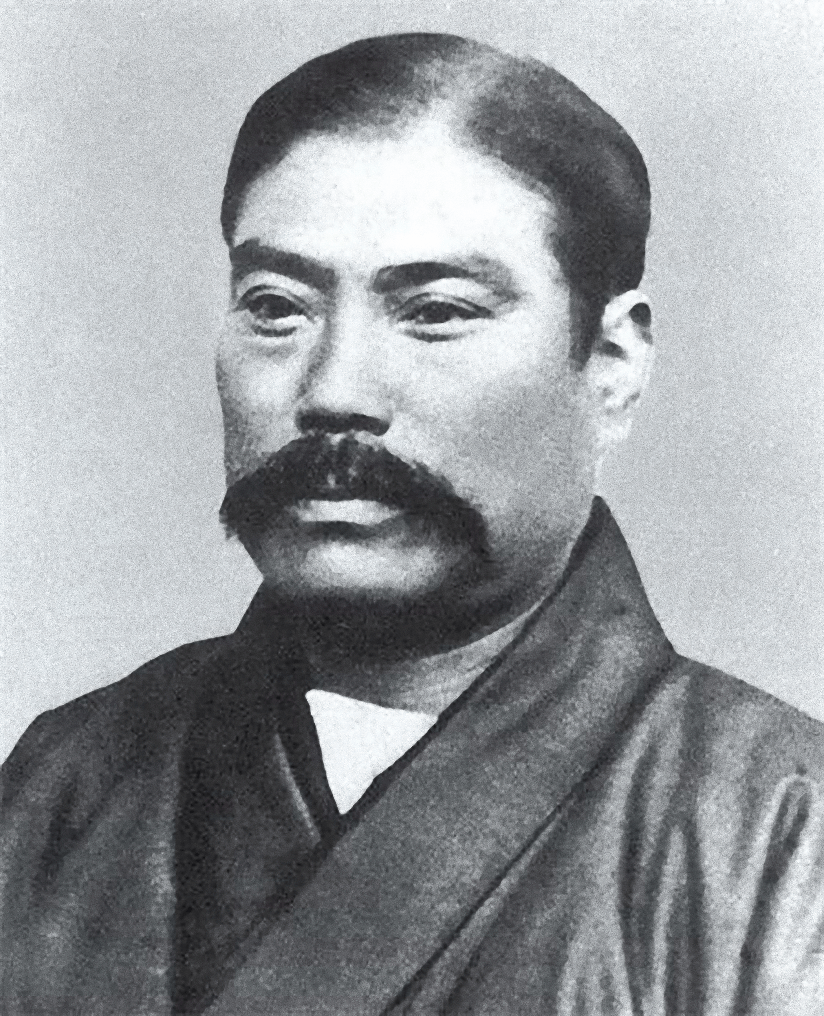
Yatarō Iwasaki

### Inicios
En 1870, Iwasaki arrendó tres barcos obsoletos y con ellos estableció la Compañía de correo a vapor Tres Diamantes (三菱グループ Mitsubishi?). La transformó rápidamente en la compañía naviera más grande de Japón. Amplió sus actividades a construcciones navales, minas de metal y carbón. 
Cuando el gobierno de Japón planeaba que iba a unificar la moneda japonesa, Yataro escuchó que el gobierno central iba a comprar las monedas de cada gobierno local. De este modo, compró muchas monedas locales y las vendió al gobierno central. Ganó una fortuna en esta actividad, pese a que era lo que hoy se conoce como hacer negocios con información privilegiada.
Después, Mitsubishi se dedicó al transporte militar. Como recibió numerosos pedidos del gobierno, Yataro dijo “donde está el gobierno, Mitsubishi puede estar”. Pero, a veces le criticaron por su monopolio de negocio.

### Desde 1885
A finales del siglo XIX, la compañía (que genera ella sola la mitad del tráfico marítimo japonés) inicia un proceso de diversificación que finalizaría con la creación de tres entidades:
- Mitsubishi Bank, banco fundado en 1880. Tras fusionarse con el Banco de Tokio en 1886, y con UFJ Bank en 2006, se convirtió en The Bank of Tokyo-Mitsubishi UFJ, y actualmente es el banco más importante de Japón.
- Mitsubishi Corporation, fundada en 1893, sirve a la financiación interna del grupo.
- Mitsubishi Heavy Industries engloba las actividades industriales del grupo. Se divide a su vez en:
  - Mitsubishi Motors que es el 1.er constructor automovilístico japonés y el sexto en tamaño.
  - Mitsubishi Atomic Industry, dedicada a la energía nuclear.
  - Mitsubishi Chemical, que es la mayor empresa química japonesa.

Al finalizar la Segunda Guerra Mundial, el General McArthur gobierna el país como resultado de la Ocupación de Japón. Los Estados Unidos quieren eliminar los consorcios, al considerarlos los principales incitadores a la guerra, entre ellos Mitsubishi (que había producido material militar para el ejército japonés, incluido el famoso caza Mitsubishi A6M). Así, los administradores estadounidenses decretan la disolución del grupo, con la prohibición expresa de reunificarse. Otros grupos, como Sumitomo, siguieron la misma suerte. Se impide también la existencia de vínculos financieros entre las empresas que habían pertenecido al grupo, e incluso su emblema es prohibido, si bien reaparecería progresivamente.
Desde entonces, de manera oficial el único vínculo entre las distintas empresas del grupo es una antigua casa en la que regularmente se reúnen los presidentes para distribuir las subvenciones (autorizadas) a los partidos políticos y decidir qué filiales están autorizadas o no a llevar el nombre y el logotipo de Mitsubishi. Sin embargo, muy lentamente, aquí y allá se producen acercamientos o reagrupamientos entre las antiguas empresas del grupo.

## Empresas pertenecientes a la marca Mitsubishi
Las sociedades del grupo Mitsubishi son consideradas como empresas tradicionales, productoras de bienes y servicios de alta gama. Por lo general prestan atención a su imagen de marca y algunas de ellas trabajan para las distintas administraciones. 
Las sociedades del grupo poseen una miríada de filiales y contratas que no llevan el nombre Mitsubishi. Por ejemplo, el operador japonés de satélites de telecomunicaciones, la Space Communications Corporation está participada por una treintena de sociedades del grupo Mitsubishi aunque no porte su nombre.
Según su web oficial (con datos de agosto de 2024):
- Astomos Energy
- AGC Inc.
- ENEOS Holdings, Inc.
- Kirin Brewery Co., Ltd.
- DAINIPPON TORYO
- Tokio Marine & Nichido Fire Insurance Co., Ltd.
- Nikon Corp.
- TATA CONSULTANCY SURVICES
- Nippon Yusen Kaisha
- Mitsubishi HC Capital Inc.
- Mitsubishi Auto Leasing Corporation
- Mitsubishi Kakoki Kaisha, Ltd.
- Mitsubishi Gas Chemical Company, Inc.
- Mitsubishi Chemical Group
- Mitsubishi Ore Transport Co., Ltd.
- Mitsubishi Estate Co., Ltd.
- Mitsubishi Motors Corp.
- Mitsubishi Heavy Industries, Ltd.
- Mitsubishi Corporation
- Mitsubishi shokuhin Co., Ltd.
- Mitsubishi Steel Mfg. Co., Ltd.
- Mitsubishi Paper Mills, Ltd.
- Mitsubishi Logistics Corp.
- Mitsubishi Research Institute, Inc.
- Mitsubishi Electric Corp.
- Mitsubishi Fuso Truck & Bus Corp.
- Mitsuibishi Precision Co.,Ltd.
- Mitsubishi Materials Corp.
- Mitsubishi UFJ Asset Management Co., Ltd.
- MUFG Bank, Ltd.
- Mitsubishi UFJ Securities Holdings Co.,Ltd.
- Mitsubishi UFJ Trust and Banking, Corp.
- Mitsubishi UFJ NICOS Co., Ltd.
- Meiji Yasuda Life Insurance Co.
- Mitsubishi UBE Cement Corporation
- LAWSON
- Mitsubishi Pencil Co., Ltd.

## Productos
- Sistema aeroespacial
  - Aviones
    - Mitsubishi F-1
    - Mitsubishi F-2
    - Mitsubishi F-15J
    - Mitsubishi H-60
    - Mitsubishi A6M Zero
    - Mitsubishi MH2000
    - Mitsubishi MU-2
    - Mitsubishi MU-300 Diamond
    - Mitsubishi RP-1
    - Mitsubishi T-2
    - Mitsubishi Regional Jet
    - Mitsubishi ATD-X
    - CRJ Series - adquirido desde Bombardier Aerospace incluye modelos de Bombardier CRJ100/200 y Bombardier CRJ700/900/1000 en adelante en 2019 y completado a mediados de 2020; renombrado como MHI RJ Aviation Group.

  - vehículos lanzados:
    - H-II
    - H-IIA
    - H-IIB
    - H3
    - N-I (con licencia desde McDonnell Douglas)
    - N-II (con licencia desde McDonnell Douglas)
    - H-I (con licencia desde McDonnell Douglas)

  - Spacecraft and satellites:
    - HTV-1
    - Hayato (satélite)
    - HYFLEX
    - Kibo
    - Kounotori 2
    - Kounotori 3
    - Kounotori 4
    - Kounotori 5
    - Kounotori 6
    - Kounotori 7
    - Negai
    - SDS-1
    - SDS-4
    - SELENE
    - Waseda-SAT2
    - WINDS
- Aires acondicionado y sistemas de refrigeración
- Defensa
  - Vehículo de combate armado:
    - Type 16 maneuver combat vehicle
    - Obús autopropulsado Tipo 99 de 155 mm
    - Type 12 Surface-to-Ship Missile

  - Tanques
    - Tipo 10
    - Tipo 90 Kyū-maru
    - Tipo 87
    - Mitsubishi Type 89 IFV

  - Misiles
    - AAM-1 (Japanese missile) misil aire-aire teledirigido por infrarrojos
    - AAM-2 misil aire-aire teledirigido por infrarrojos omnidireccionales
    - AAM-3 misil aire-aire teledirigido por infrarrojos omnidireccionales
    - AAM-4
    - AAM-5
    - Nike J misil tierra-aire
    - Type 80 Air-to-Ship Missile
    - Type 88 Surface-to-Ship Missile
    - Type 90 Ship-to-Ship Missile
    - Type 91 Air-to-Ship Missile
    - Type 93 Air-to-Ship Missile

  - Buques de guerra
    - Atago-class destroyer
    - Harushio-class submarine
    - Hatakaze-class destroyer
    - Kongō-class destroyer
    - Tachikaze-class destroyer
    - Takanami-class destroyer
    - Natsushio-class submarine
    - Oyashio-class submarine
    - Sōryū-class submarine
    - Hayabusa-class patrol boat
    - Yamato-class battleship
    - Unryū-class aircraft carrier

  - Torpedos
- Equipos de desalinización
- Motores diesel
- Autobuses eléctricos
- Equipamiento energético
  - Equipos de generación de electricidad a partir de combustibles fósiles
    - Calderas
    - Ciclos combinados[3]
    - Turbinas de gas[4]
    - Turbinas de vapor[5]

  - Célula de gasolinas
  - Renewable energy equipment
    - Aerogeneradores[6]

  - Baterías de tracción.[7]
- Carretillas elevadoras
- Máquinas de industriales 
  - Máquina de moldeo por inyección
  - Máquinas herramienta
  - Compresores
  - Maquinaria para papel e imprenta
- Pepsi Spire
- Vehículos ferroviarios
  - Movedor de cristal
  - Coches de metro de serie K con Rotem - MTR
  - Metro Rail Transit System de Manila Línea 3 RT8D5 LRVs con ČKD Tatra
  - Motores de tracción
- Robots
  - MEISTeR (Robot)
- Buques y estructuras marinas
  - Buques y estructuras marinas
    - Sapphire Princess
    - Diamond Princess
    - M/S Amadea
    - M/S Asuka II
    - O'Mega, construido como pequeño crucero, pero se convirtió en yate de lujo entre 2002 y 2003.
    - AIDAprima
    - AIDAperla

  - Ferries
  - LNG carriers
  - LPG carriers
  - Oil tankers
  - Deep-submergence vehicles
    - DSV Shinkai 2000
    - DSV Shinkai 6500

  - Chikyū (Buque de perforación oceánica)
- Turbocargadores

## Patentes
En 2023, el Informe Anual del PCT de la Organización Mundial de la Propiedad Intelectual (OMPI) clasificó a Mitsubishi como el cuarto lugar mundial en número de solicitudes de patentes realizadas en el marco del Sistema del PCT, con 2,152 solicitudes de patentes publicadas durante 2023.